# Friedrich-Wilhelm Graefe zu Baringdorf
Friedrich-Wilhelm Graefe zu Baringdorf (né le 29 novembre 1942 à Spenge) est un homme politique allemand et un membre du Parlement européen de 1984 à 1987, puis de 1989 à 2009, pour Alliance 90 / Les Verts.